# Love Me Forever
Love Me Forever is een Amerikaanse dramafilm uit 1935 onder regie van Victor Schertzinger.

## Verhaal
Margaret Howard is een sopraan uit een aan lagerwal geraakte familie. De rijke nachtclubeigenaar Steve Corelli wordt verliefd op haar. Hoewel hij zich ervan bewust is dat de liefde niet wederzijds is, wil hij veel geld riskeren om Margaret te zien zingen in de opera van New York.

## Rolverdeling
| Acteur             | Personage        |
| ------------------ | ---------------- |
| Grace Moore        | Margaret Howard  |
| Leo Carrillo       | Steve Corelli    |
| Robert Allen       | Philip Cameron   |
| Spring Byington    | Clara Fields     |
| Michael Bartlett   | Michael Bartlett |
| Luis Alberni       | Luigi            |
| Douglass Dumbrille | Miller           |
| Thurston Hall      | Maurizio         |

## Prijzen en nominaties
| Jaar | Prijs  | Categorie    | Genomineerde(n)  | Uitslag     |
| ---- | ------ | ------------ | ---------------- | ----------- |
| 1935 | Oscars | Beste geluid | John P. Livadary | Genomineerd |